# Быково (Новосибирская область)
Быково — село в Новосибирском районе Новосибирской области России. Входит в состав Берёзовского сельсовета.

## География
Площадь села — 114 гектаров.

## Население
| 2002 | 2007 | 2010 |
| ---- | ---- | ---- |
| 329  | ↗361 | ↘325 |

## Инфраструктура
В селе по данным на 2007 год функционируют одно учреждение здравоохранения и одно учреждение образования.